# Parafia Świętej Rodziny w Moskwie
Parafia Świętej Rodziny w Moskwie – rzymskokatolicka parafia znajdująca się w Moskwie, w archidiecezji Matki Bożej w Moskwie w dekanacie centralnym. Parafię prowadzą ojcowie salezjanie.
Parafia obejmuje południowe i południowo-zachodnie dzielnice Moskwy oraz przyległe do nich okręgi podmoskiewskie.

## Historia
W 2014 arcybiskup archidiecezji Matki Bożej w Moskwie Paolo Pezzi FSCB erygował parafię Świętej Rodziny w Moskwie i powierzył ją na stałe Towarzystwu Salezjańskiemu. Istnieje kaplica Świętej Rodziny. Obecnie trwają przygotowania do budowy kościoła.